# Edmund Marriner Gill

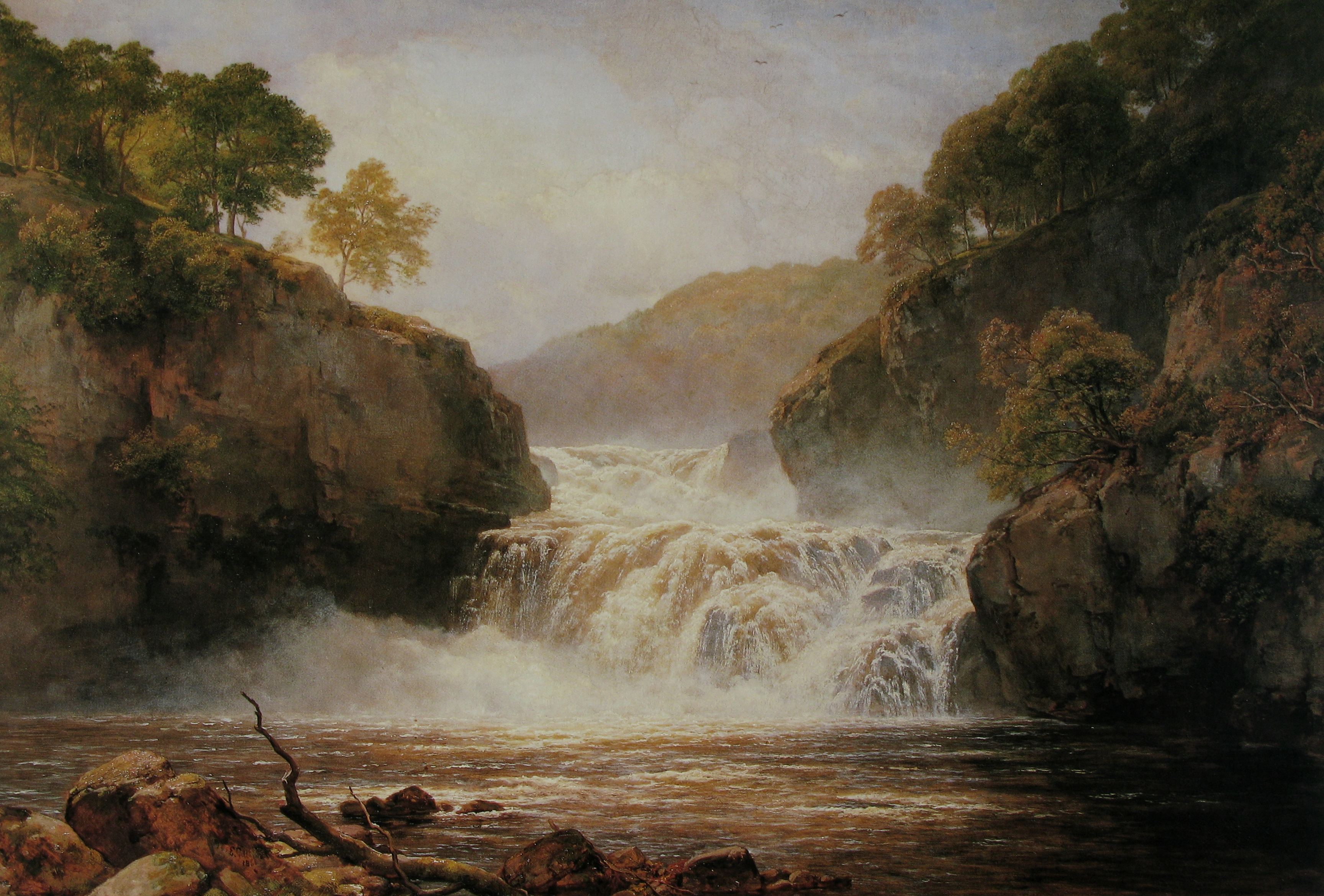
Falls in the Clyde Corry Lynn (1866)

Edmund Marriner Gill (* 29. November 1820 in London; † 12. Juli 1896 in Carshalton, Surrey) war ein englischer Landschaftsmaler mit ausgeprägter Vorliebe für Flusslandschaften mit Wasserfällen.

## Leben
Nachdem Gill mit seinem Vater, der ebenfalls Maler war, nach Ludlow in Shropshire gezogen war, entdeckte er, angeregt von der malerischen Umgebung des Ortes, die Landschaftsmalerei für sich. Später ging er nach London und studierte dort an der Royal Academy of Arts.
Ab 1842 war Gill mit seinen Werken auf den Ausstellungen der Royal Academy vertreten. Seine zahlreichen Aquarelle und Ölbilder zeigen meist Szenerien aus den englischen, walisischen und schottischen Bergregionen, wobei er eine besondere Vorliebe für Flussansichten mit Wasserfällen entwickelte. Künstlerisch wurde er von David Cox beeinflusst, mit dem er 1841 in Birmingham zusammengetroffen war.